# Morteza Pouraliganji
Morteza Pouraliganji (persan : مرتضی پورعلی‌گنجی), né le 19 avril 1992 à Babol en Iran, est un footballeur international iranien, qui évolue au poste de défenseur central au Persépolis FC.

## Biographie

### Carrière internationale
Avec les moins de 17 ans, il participe à la Coupe du monde des moins de 17 ans en 2009. Lors du mondial junior organisé au Nigeria, il joue deux matchs, contre les Pays-Bas et l'Uruguay. L'Iran atteint les huitièmes de finale du mondial.
Le 30 décembre 2014, il fait partie de la liste des 23 joueurs iraniens sélectionnés pour disputer la coupe d'Asie en Australie. Le 4 janvier 2015, il honore sa première sélection contre l'Irak en amical. La rencontre se solde par une victoire 1-0 des Iraniens. Durant la coupe d'Asie, il dispute quatre rencontres et inscrit un but contre l'Irak.
Le 4 juin 2018, il fait partie de la liste des 23 joueurs iraniens sélectionnés pour disputer la coupe du monde en Russie. Le 15 juin 2018, il dispute sa première rencontre de coupe du monde contre le Maroc, lors d'une victoire 1-0 des Iraniens.
Le 13 novembre 2022, il est sélectionné par Carlos Queiroz pour participer à la Coupe du monde 2022.

## Palmarès
- Avec Al-Sadd SC
  - Vainqueur de la coupe du Qatar en 2017
  - Vainqueur de la coupe Crown Prince de Qatar en 2017
  - Vainqueur de la coupe Sheikh Jassem du Qatar en 2017

## Statistiques

### Buts internationaux
| 0   | Date             | Lieu                                  | Compétition                             | Résultat        | Adversaire   | Détail | Détail     | Détail | Sél. |
| --- | ---------------- | ------------------------------------- | --------------------------------------- | --------------- | ------------ | ------ | ---------- | ------ | ---- |
| 1er | 23 janvier 2015  | Canberra Stadium, Canberra, Australie | Quart de finale de la Coupe d’Asie 2015 | N 3-3 6-7 t.a.b | Irak         | 103e   | de la tête | 2-2    | 5e   |
| 2e  | 12 novembre 2015 | Stade Azadi, Téhéran, Iran            | Éliminatoires Coupe du monde 2018       | V 3-1           | Turkménistan | 6e     | de la tête | 1-0    | 9e   |